# Parafia św. Agnieszki we Wrocławiu
Parafia Świętej Agnieszki we Wrocławiu znajduje się w dekanacie Wrocław zachód I (Kozanów) w archidiecezji wrocławskiej.  Obsługiwana przez księży archidiecezjalnych. Erygowana w 1965. Mieści się przy ulicy Śliwowej 3. 
Od 2002 funkcję proboszcza parafii pełni ks. kan. Jan Pawliszyn. W latach 2008–2014 zbudowano kościół Matki Bożej Fatimskiej, mający zastąpić znacznie mniejszy kościół św. Agnieszki.  

## Zasięg parafii
Do parafii należy 11474 wiernych z Wrocławia mieszkający przy ulicach: Augustowskiej, Białostockiej, Braniewskiej, Brodnickiej, Brodzkiej, Chełmskiej, Fromborskiej, Gminnej, Hodowlanej, Iławskiej, Koziej, Królewieckiej, Lidzbarskiej, Lubelskiej, Maślickiej, Mrągowskiej, Nasiennej, Ostródzkiej, Pasiecznej, Pasłęckiej, Pilczyckiej (od nr 196 do końca), Porajowskiej, Potokowej, Północnej, Reszelskiej, Rędzińskiej, Rolnej, Sadowniczej, Siedleckiej, Stodolnej, Suwalskiej, Ślęzoujście, Śliwowej, Tolkmickiej, Turoszowskiej, Warmińskiej, Węglinieckiej, Wołodyjowskiego i Zamojskiej.

## Wspólnoty i ruchy parafialne
Rada Parafialna, Żywy Różaniec, Domowy Kościół, Wspólnota Krwi Chrystusa, Grupa Modlitewna, Grupa Modlitewna Taize, Katolickie Stowarzyszenie Młodzieży, Oaza Dzieci Bożych, Schola, Liturgiczna Służba Ołtarza, Apostolat Maryjny.